# Ouardana
Ouardana (en àrab وردانة, Wardāna; en amazic ⵡⴰⵕⴹⴰⵏⴰ) és una comuna rural de la província de Driouch, a la regió de L'Oriental, al Marroc. Segons el cens de 2014 tenia una població total de 7.120 persones.